# Узорци структуре
У софтверском инжењерству, узорци структуре су пројектни узорци који олакшавају дизајн тако што идентификују лаке начине остваривања веза међу различитим ентитетима.
Примери узорака структуре су:
- Композиција: Компонује објекте у структуру стабла (хијерархија целина-део). Композиција омогућава клијентима да униформно третирају и индивидуалне објекте и њихове композиције.
- Декоратер: Динамички додаје могућности неком објекту. Декоратер представља флексибилну алтернативу извођењу за проширивање функционалности.
- Мува: Дељење малих објеката (објеката без стања) да би се избегла хиперпродукција објеката.
- Адаптер: Конвертује интерфејс класе у други интерфејс који клијенти очекују. Адаптер омогућава рад заједно класа које иначе то не би могле због различитог интерфејса.
- Фасада: Пружа јединствен интерфејс скупу различитих интерфејса неког подсистема. Фасада дефинише интерфејс вишег нивоа да би се подсистем лакше користио.
- Прокси: Реализује замену (сурогат) другог објекта који контролише приступ оригиналном објекту.
- Мост: Раздваја апстракцију од њене имплементације да би се могле независно мењати.